# Хромцово
Хромцо́во (рос. Хромцово) — село у складі Білоярського міського округу Свердловської області.
Населення — 284 особи (2010, 359 у 2002).
Національний склад станом на 2002 рік: росіяни — 65 %.